# HuriSearch
HuriSearch (Human rights Search) ist eine von politischen und wirtschaftlichen Interessen unabhängige Suchmaschine für Menschenrechte, die von HURIDOCS (Human Rights Information and Documentation Systems), einer Organisation für Menschenrechts-Information und Dokumentation betrieben wird.
Die Suchmaschine hat (Stand 07/2007) über 3000 Websites von Menschenrechtsorganisationen wie Amnesty International, Human Rights Watch und Anti-Slavery International mit 3,5 Millionen Seiten in über 70 Sprachen indexiert. Der Index wird alle 24 Stunden, für Nichtregierungsorganisationen alle acht Tage, aktualisiert. Nach einer Betaphase (seit Juli 2003) wurde die Suchmaschine offiziell am 1. Dezember 2006 von der UNO in Genf im Internet gestartet. Sie arbeitet mit der Suchtechnologie Lucene der Apache Software Foundation. Die Suchmaschine wird u. a. vom OSZE Büro für demokratische Institutionen und Menschenrechte in Warschau, sowie von Initiativen der niederländischen und norwegischen Außenministerien gefördert.

## Suche
Die Suchoberfläche steht in acht Sprachen bereit, neben Deutsch auch Englisch, Spanisch, Französisch, Russisch, Arabisch, Koreanisch und Chinesisch. Eine Semantische Analyse zeigt automatisch verwandte Begriffe an. HuriSearch stellt neben der „Einfachen Suche“ eine „Erweiterte Suche“ zur Verfügung, die Eingaben von Titeln, Ländern, Organisationen (Nichtregierungsorganisationen, Akademische Einrichtungen, Nationale Menschenrechtsinstitutionen, Zwischenstaatliche Organisationen), Schlagworten und Dokumentenart (HTML, Plain Text, PDF, Word, Excel, Powerpoint) ermöglicht.
HuriSearch begründet sein Projekt mit den ungenauen Suchmöglichkeiten großer Suchmaschinen und dem größeren Vertrauen der „Community“ für eine Suchmaschine, die von Menschenrechtlern erstellt wurde:
- Vollständigkeit: Große Suchmaschinen kooperieren in nicht bekannter Weise mit Regierungen und blockieren oder zensieren unerwünschte Inhalte.
- Vorwände: Regierungen nennen Gute Absichten wie den Kampf gegen Kriminalität um den freien Informationsfluss zu hindern. Die Grenze zwischen „guten“ und „schlechten“ Websites verwischt.
- Unerwünschte Resultate: Gefilterte Ergebnislisten nutzen nicht bei einer Suche im Kampf gegen Kriminalität. Recherchen können aber auch Anzeigen oder Links zu Angeboten eindeutigen Inhalts erhalten. HuriSearch wählt indexierte Websites manuell aus.
- Ranking: Das Ranking nach Link-Popularität arbeitet dem Mainstream zu und vernachlässigt unbekannte Anbieter wie nationale oder regionale Menschenrechtsorganisationen. HuriSerach legt zudem Wert auf Minderheitenmeinungen.
- Internationalität: Die wichtigsten Suchmaschinenbetreiber haben ihren Sitz in Nordamerika. Ihre Suchtechnologie ist, obwohl sich die meisten Internet-PCs außerhalb Nordamerikas befinden, für Mehrsprachigkeit weniger geeignet.